# Gesundheitshaus Dortmund
Das Gesundheitshaus Dortmund ist ehemaliger Sitz des Gesundheitsamtes der Stadt Dortmund und beherbergt heute das Hotel prizeotel Dortmund-City. Es liegt an der Hövelstraße 8 im Stadtteil City. Das Gesundheitshaus Dortmund gehört zu den wenigen Gebäuden der Nachkriegsmoderne in Deutschland, welches bis heute weitgehend im Erbauungszustand erhalten blieb. Es wurde von Will Schwarz konzipiert und zwischen 1958 und 1961 erbaut. In vielen Details der Architektur lässt es die Formensprache der 1950er Jahre nacherleben und zählt somit zu den bedeutenden Bauwerken der Baukunst der westdeutschen Nachkriegszeit. Es steht als Baudenkmal unter Denkmalschutz und wurde im Jahr 1993 in die Denkmalliste der Stadt Dortmund unter Nr. A 571 eingetragen.

## Geschichte
Bereits 1901 existierte in Dortmund ein Amt für Gesundheitsfürsorge, das 1927 in Gesundheitsamt umbenannt wurde. Nach 1945 waren die verschiedenen Abteilungen an unterschiedlichen Standorten im gesamten Stadtgebiet verteilt und untergebracht. Durch den hohen Grad der Kriegszerstörung mit über 95 % im Stadtkern sowie den rasanten Bevölkerungszuwachs entstanden in der Stadt erhebliche hygienische Probleme und ein gestiegener medizinischer Bedarf. Aus diesem Grund plädierte 1953 der Medizinalrat Dr. Gerhard Olivier öffentlich für einen Behördenneubau. Durch das Abräumen der Trümmer standen große Flächen in der Stadtmitte zur Verfügung. Das Gebiet um das alte Theater und Schauspielhaus sowie der alten Synagoge  an der Hövelstraße garantierte sowohl die nötige Fläche als auch eine gute Erreichbarkeit, und so wurde 1954 der aus Gelsenkirchen stammende Architekt Will Schwarz mit der Planung beauftragt.

## Baugeschichte
Aufgrund der Größe und des Umfangs wurde der gesamte Baukörper in zwei Abschnitten gebaut. Zuerst wurde das siebengeschossige Hauptgebäude mit Verwaltungs- und Untersuchungsräumen, Tuberkuloseberatung, Schulzahnklinik und kreisärztlicher Dienststelle entlang der Hövelsstraße im Jahr 1958 fertiggestellt. Der an der Rückseite des Schauspielhauses an der Kuhstraße gelegene Riegel nahm auf fünf Geschossen die chemische Untersuchungsanstalt, das Hygieneinstitut und eine Mütter- und Sportberatung auf. Den nördlichen Abschluss bildeten die Ausbildungsräume für medizinisch-technische Assistenten, im ergänzenden Gebäudeteil am Eisenmarkt gab es Diensträume und Personalwohnungen. Beide Gebäudeteile wurden 1959 bis 1961 gebaut.

## Baubeschreibung

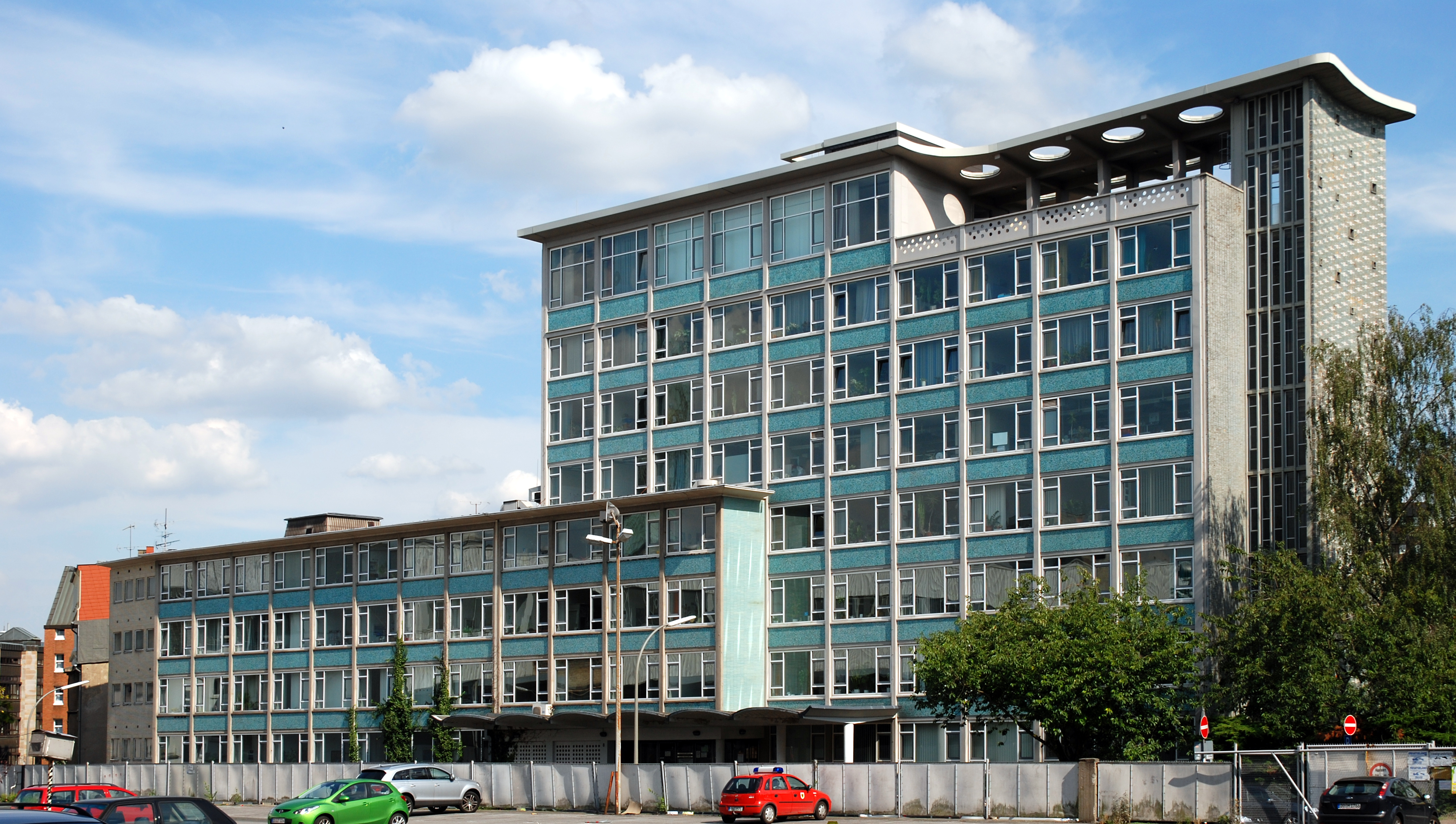
Gebäudeansicht von der Hövelsstraße

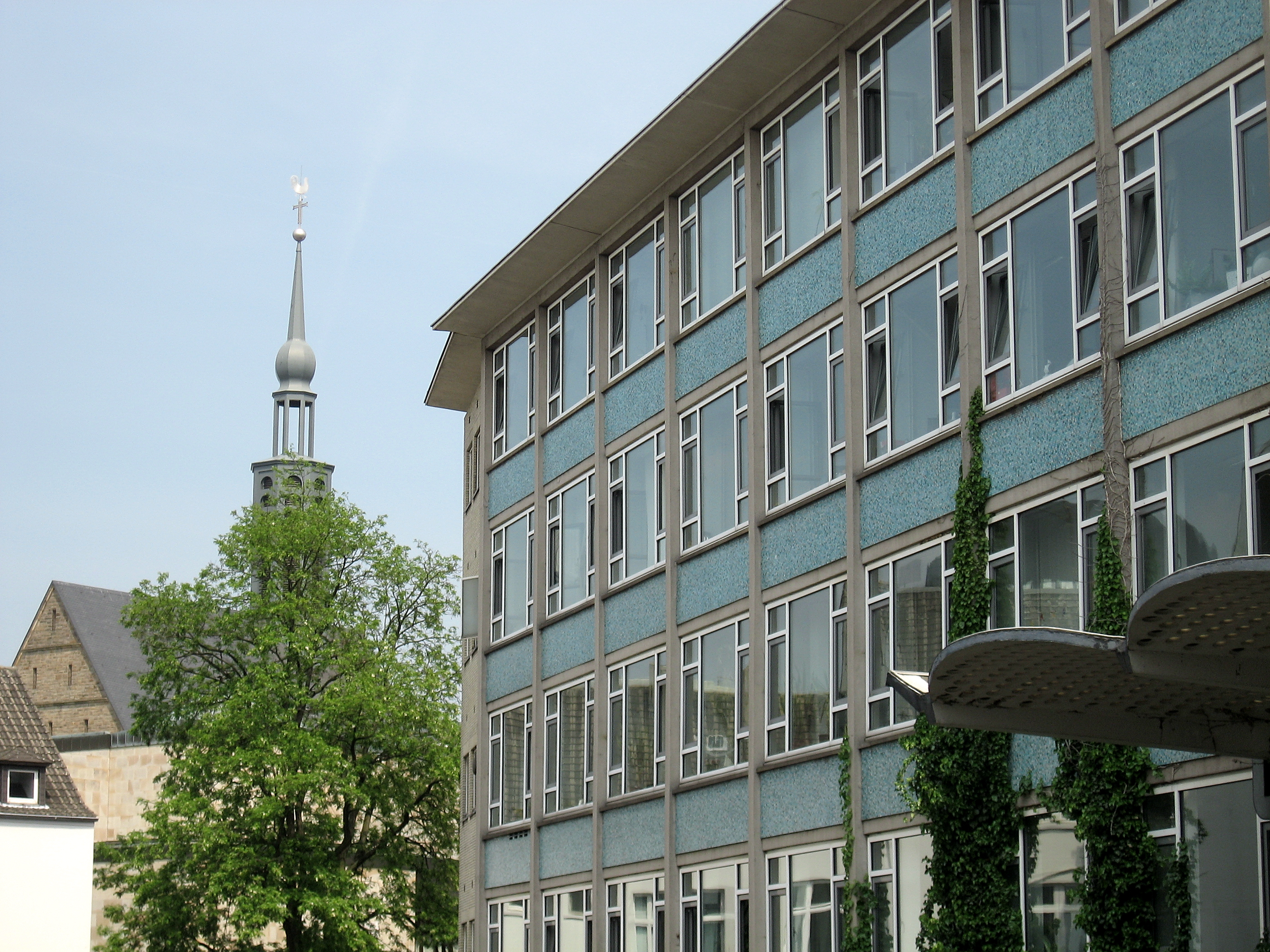
Rasterfassade, Richtung Norden

Das Haus besteht aus einem fünfteiligen Gebäudeensemble, wobei das Hauptaugenmerk auf dem achtgeschossigen Verwaltungstrakt des Komplexes liegt. Die zentralen Themen des Gebäudes sind Gesundheit, Helligkeit und die Beziehung von Architektur, Kunst und Nutzerfreundlichkeit. Das Stützenraster der Stahlbetonskelettkonstruktion ist mit vorgefertigten Brüstungselementen aus dreiteiligen Fenstern mit schmalen Profilen und Betonplatten, die mit blau chargierenden Glasplättchen in der Größe 15 × 15 Millimetern belegt sind, verkleidet. Das Verfahren zu ihrer Herstellung war speziell für dieses Gebäude entwickelt worden. Die Materialwahl wurde ästhetisch und praktisch begründet; das Glasmosaik war abwaschbar und galt daher als hygienisch. Die übrigen Wandflächen verblendete man mit farbigen Klinkerriemchen. Die Stirnwand des Hauptgebäudes ist als eigenständiger Gebäudeteil für die Fluchttreppe an der Kuhstraße ausgebildet, mit farbig glasierten Spaltklinkerriemchen verkleidet und mit Betonglassteinen durchsetzt. Gemeinsam mit dem abschließenden geschwungenen Dach bilden beide Bauteile eine Klammer. Auf den Haupteingang an der Hövelstrasse verweist ein auskragendes Vordach aus acht Betonhalbschalen. Ihm schließt sich ein helles Foyer an, das die Schnittstelle zu den einzelnen Trakten darstellt. Publikumsintensive Bereiche wurden erdgeschossnah angeordnet.

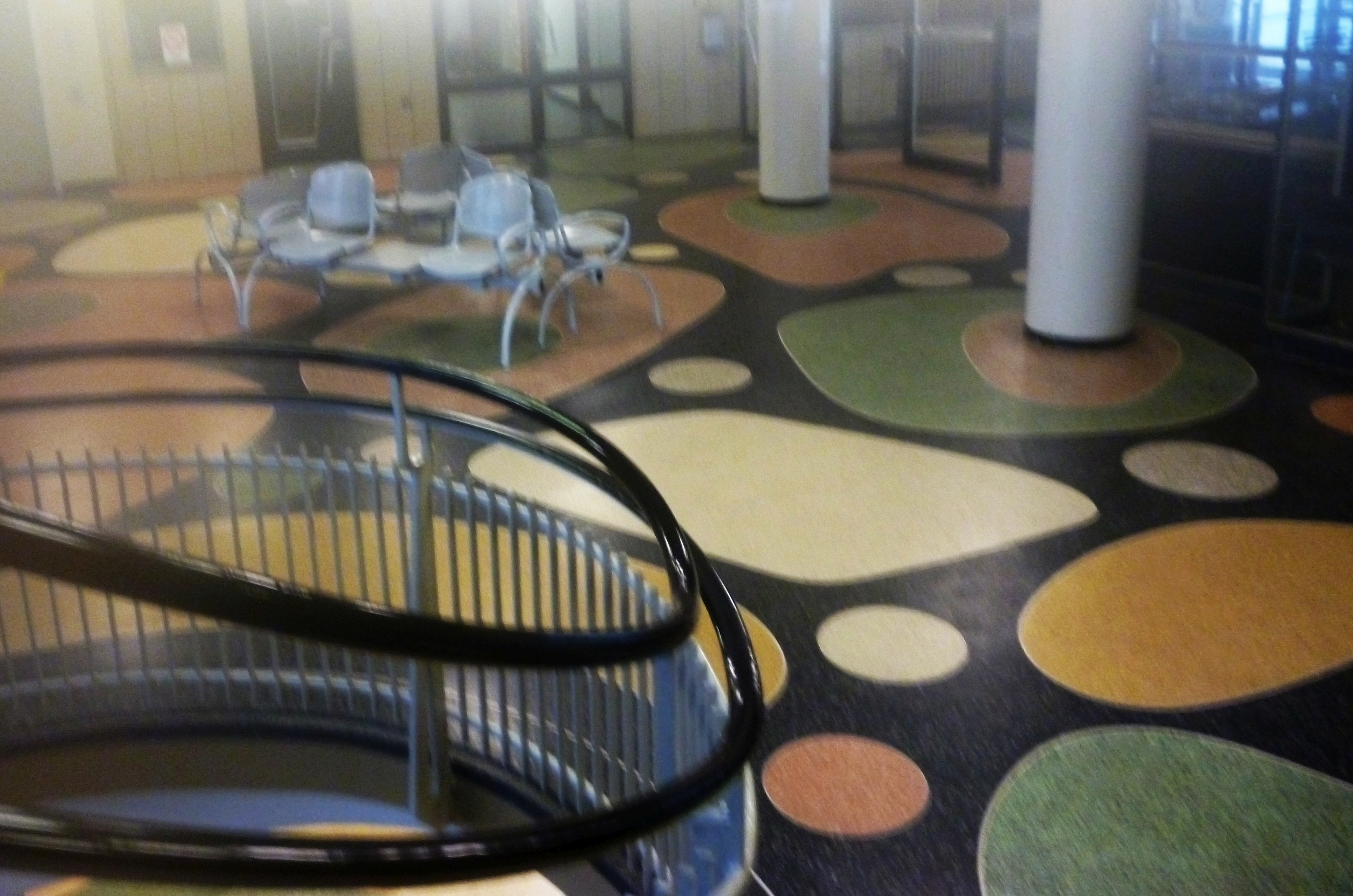
Foyer

Vertikal wird das Gebäude durch das Hauptfoyer mit seinem bunten, farbenfrohen in freien organischen angeordneten Formen im Fußboden erschlossen. Im Foyer befinden sich des Weiteren ein Fahrstuhl, eine kleine Treppe ins 1. Obergeschoss und die zentrale, sich wie eine Skulptur nach oben windende Haupttreppe als prägendes Stilelement der 1950er Jahre. Die an sie grenzende Gebäudeecke ist mit zum Teil farbigen Glasbausteinen aufgelöst. Runde, frei verteilte Deckenleuchten erhellen das Treppenhaus. Ein farbiger Terrazzoboden mit freien organischen Formen nimmt Bezug auf die Architektur.
Es gibt sechs weitere, unterschiedlich gestaltete Treppen im Haus. Die Kantine befand sich in der obersten Etage des Hauptgebäudes und hatte einen Zugang zur Dachterrasse, die von dem geschwungenen Flachdach bekrönt wird. In der Zwischenzeit wurde die Kantine zu weiteren Büroräumen umgebaut.

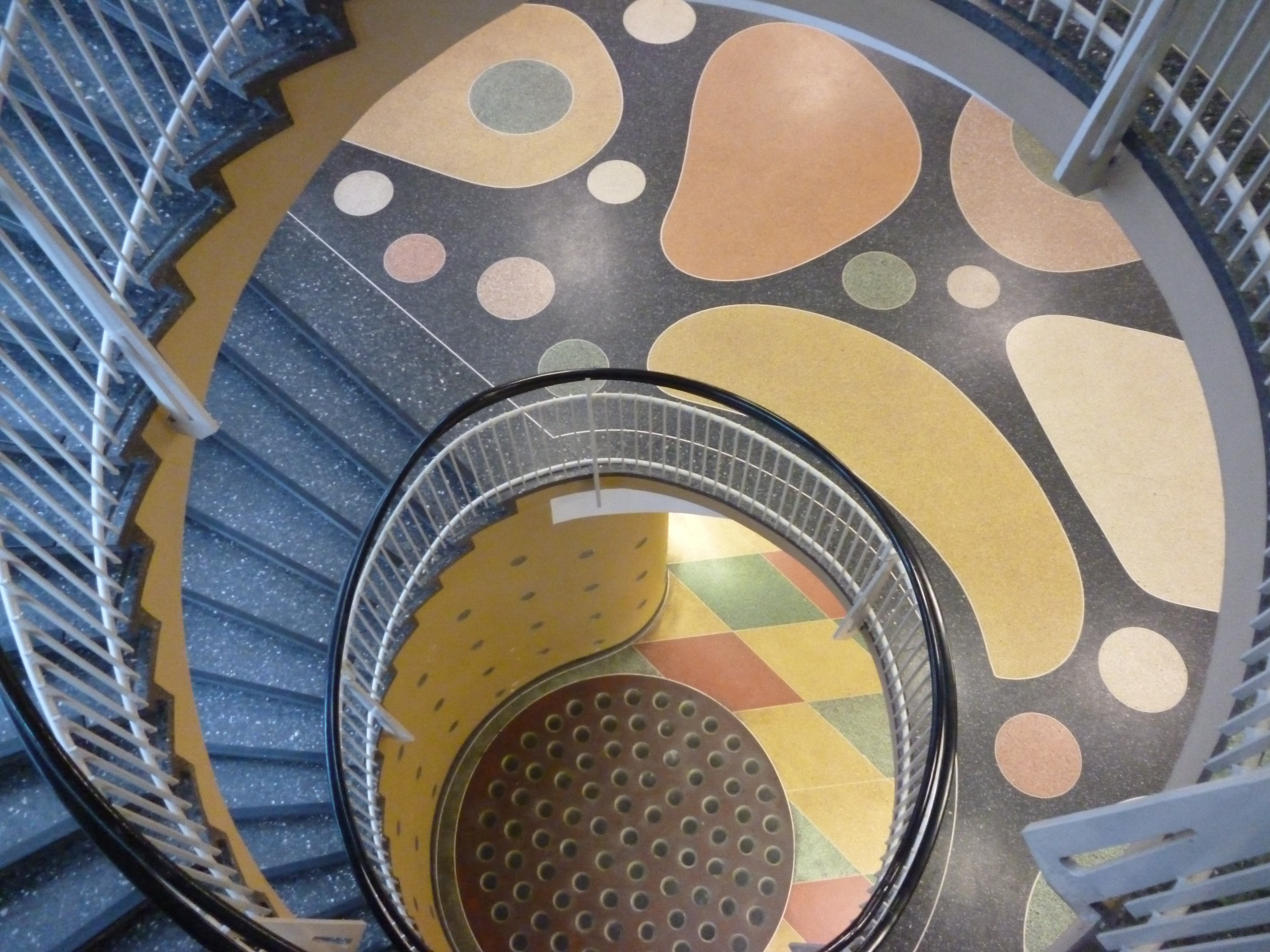
Treppenhaus Blick EG und UG
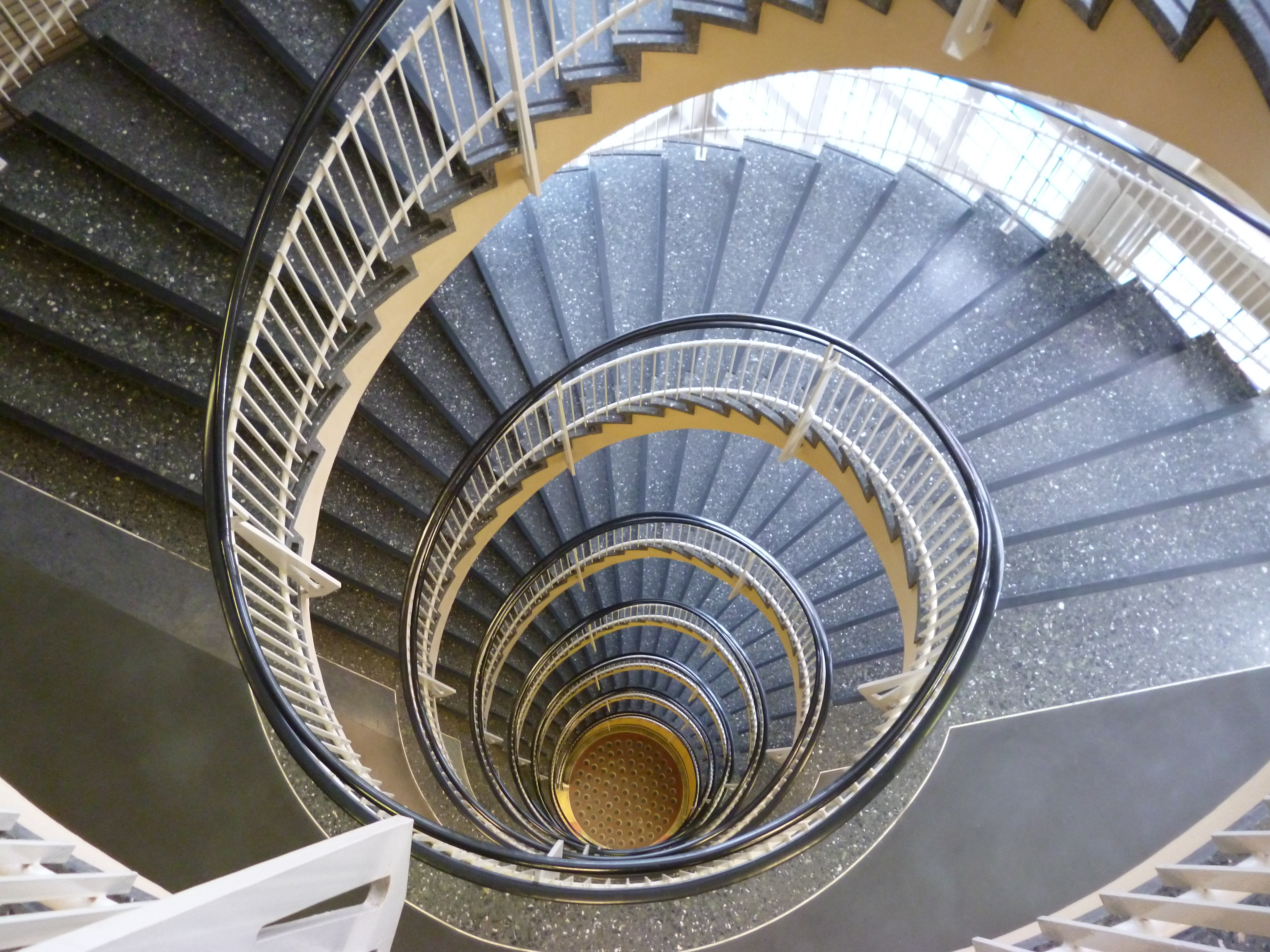
Treppenhaus Blick von oben
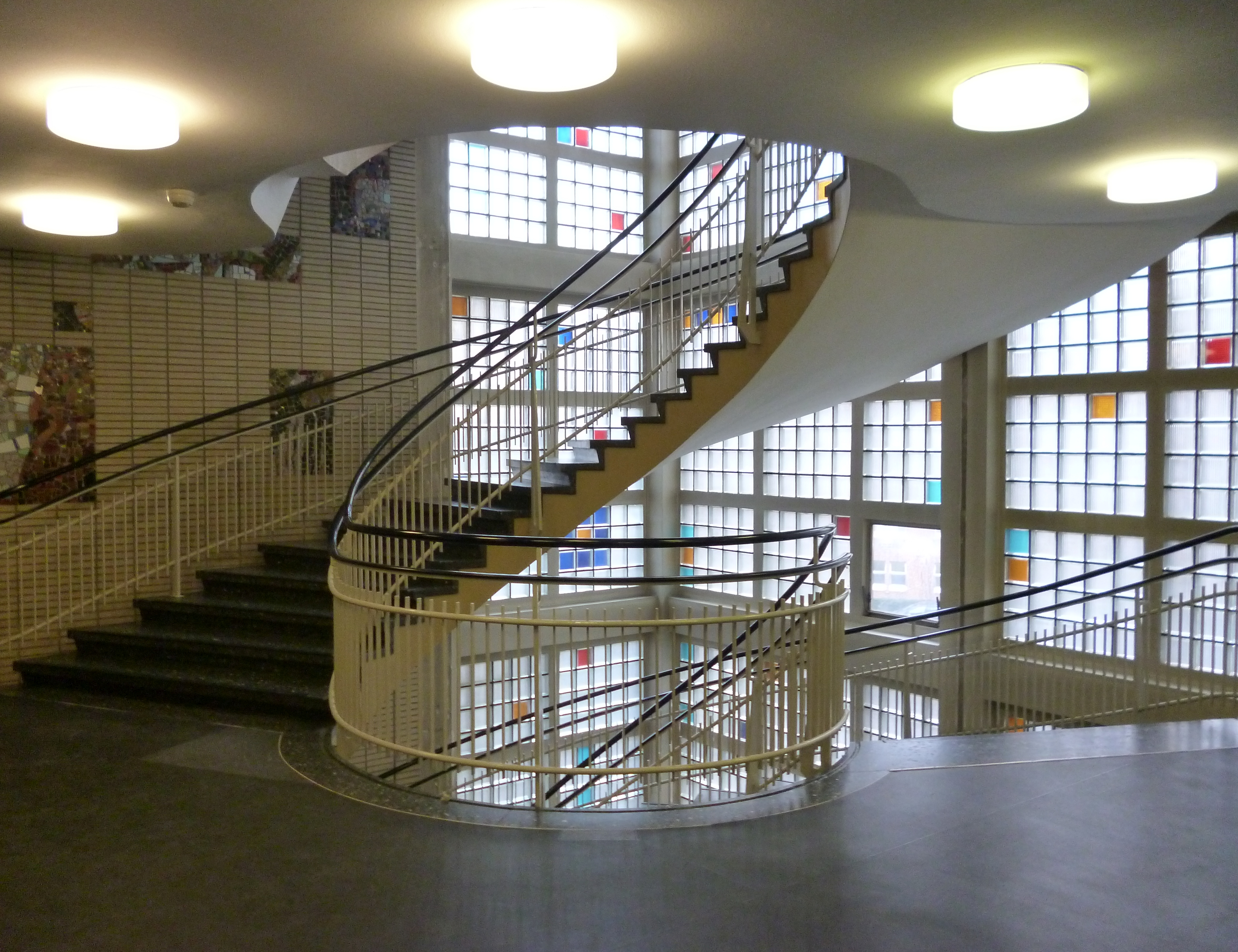
Haupttreppe
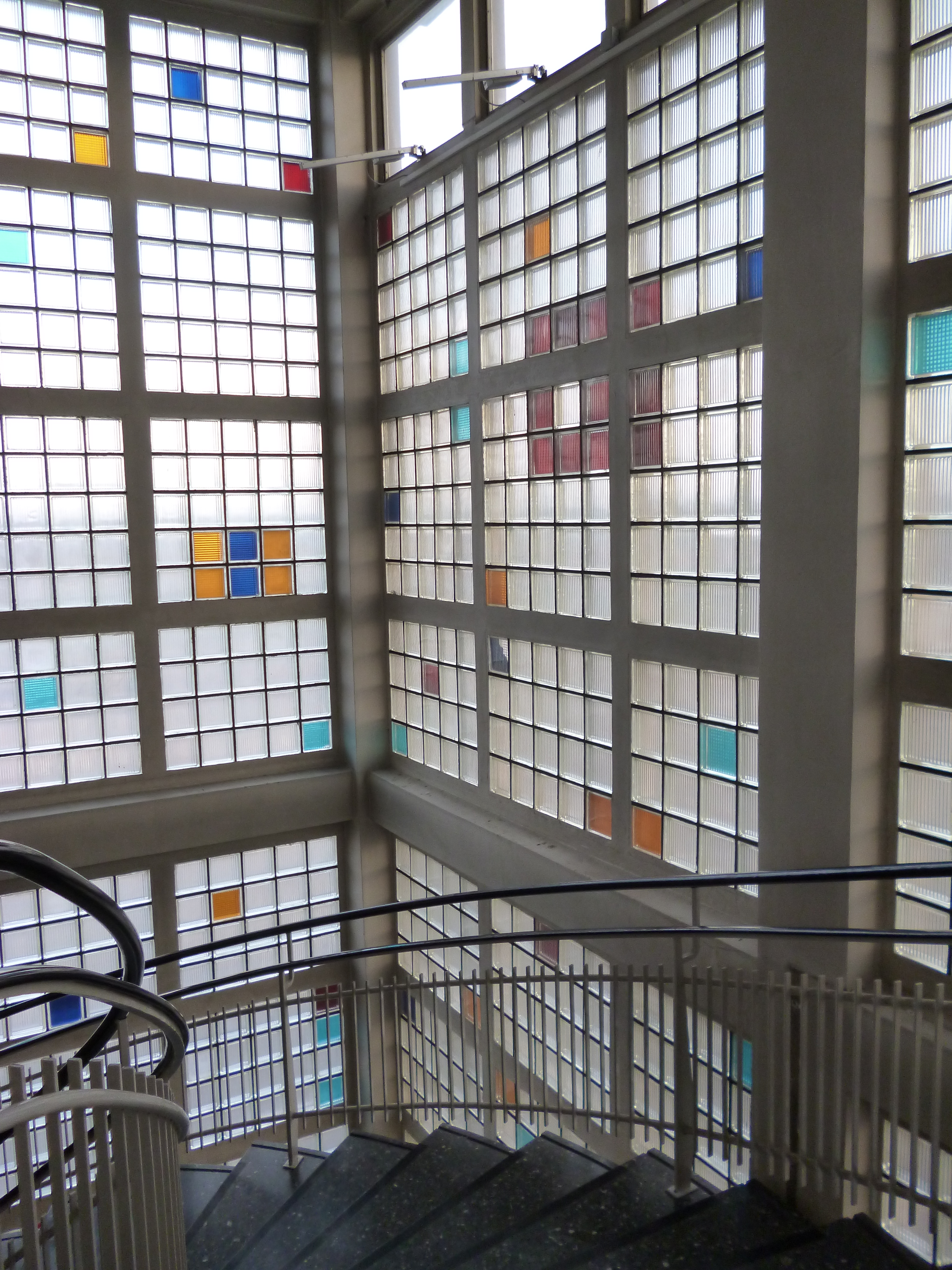
Treppenhaus Gebäudeecke

## Kunst am Bau
Im und am gesamten Baukörper waren mehrere Künstler beteiligt, die ihre Beiträge explizit für das Gebäude und zum Thema Gesundheit schufen. Dabei befinden sich sechs Kunstwerke im großen Treppenhaus und begleiten so den Aufgang, unter anderem ein abstraktes Glas- und Keramikmosaik von Gustav Deppe in der 1. Etage, Glasmosaike von Wilhelm Strauß in der 2. Etage, ein figürliches Gipsrelief von Eberhard Viegener in der 3. Etage, gegenständliche Keramik von Walter Lindgens in der 4. Etage und Lackbilder von Hans Kuhn in der 5. und 6. Etage.
Insgesamt wirkt durch das helle Farbenspiel im gesamten Gebäude, u. a. am Fußboden, das gesamte Gebäude als Kunstwerk. Die Innenräume wurden hierbei nach einem komplexen System gestaltet, welches die Orientierung der Besucher vereinfachen soll. So werden unter anderem die Klinkerfarben in den Büroseiten in den Stockwerken nach oben dunkler und die Farben der Türen sollen auf die dahinterliegenden Funktionen verweisen. Glastüren in grauen Stahlrahmen wurden zum Beispiel für Durchgänge zwischen Abteilungen verwendet.

## Heutige Situation
Nachdem das Gebäude zeitweise leer stand, kündigte im Dezember 2019 die Landmarken AG an, das Haus unter dem Projektnamen „Neues Gesundheitshaus“ aufwändig zu sanieren. Seit 2022 betreibt die Hotelkette prizeotel im ehemaligen Hauptgebäude ein Hotel. Weiterhin sollen eine Kita und Büros im Objekt angesiedelt werden.